# Teodor-Gheorghe Morariu
Teodor-Gheorghe Morariu (n. 21 martie 1960) este un fost deputat român în legislatura 1996-2000, ales în județul Buzău pe listele partidului PNȚCD. În cadrul activității sale parlamentare, Teodoe-Gheorghe Morariu a fost membru în grupul parlamentar de prietenie cu Ungaria.